# Genmab
Genmab ist ein dänisches Unternehmen auf dem Gebiet der roten Biotechnologie. Genmab entwickelt und produziert monoklonale Antikörper für die onkologische Therapie. Das Unternehmen wurde 1999 in Kopenhagen gegründet und ging im Jahr 2000 an die Börse in Kopenhagen und Frankfurt. Das IPO erbrachte 1,56 Milliarden Dänische Kronen (rund 209 Millionen Euro). Zwei Jahre später, 2002, wurde das Unternehmen in Frankfurt wieder delisted. Es bestehen mehrere Entwicklungs- und Kommerzialisierungsverträge mit Pharmakonzernen wie Hoffmann-La Roche, GlaxoSmithKline und Novartis.
Ein von Genmab produzierter Antikörper ist Ofatumumab, dessen Vermarktungsrechte in 2015 komplett an Novartis abgegeben wurden.